# NSWRL 1993
Die NSWRL 1993 war die 86. Saison der New South Wales Rugby League Premiership, der ersten australischen Rugby-League-Meisterschaft. Den ersten Tabellenplatz nach Ende der regulären Saison belegten die Canterbury-Bankstown Bulldogs. Diese verloren im Halbfinale 16:23 gegen die Brisbane Broncos, die im Finale 14:6 gegen die St. George Dragons gewannen. Die Broncos gewannen damit die NSWRL zum zweiten Mal.

## Tabelle
|      | Team                          | Spiele | Siege | Unent. | Ndlg. | Spiel- punkte | Diff. | Tabellen- punkte |
| ---- | ----------------------------- | ------ | ----- | ------ | ----- | ------------- | ----- | ---------------- |
| 01.  | Canterbury-Bankstown Bulldogs | 22     | 17    | 0      | 5     | 464:254       | + 210 | 34               |
| 02.  | St. George Dragons            | 22     | 17    | 0      | 5     | 418:258       | + 160 | 34               |
| 03.  | Canberra Raiders              | 22     | 16    | 1      | 5     | 587:272       | + 315 | 33               |
| 04.  | Manly-Warringah Sea Eagles    | 22     | 16    | 0      | 6     | 442:232       | + 210 | 32               |
| 05.  | Brisbane Broncos              | 22     | 16    | 0      | 6     | 517:330       | + 187 | 32               |
| 06.  | North Sydney Bears            | 22     | 14    | 1      | 7     | 448:325       | + 123 | 29               |
| 07.  | Illawarra Steelers            | 22     | 12    | 0      | 10    | 373:253       | + 120 | 24               |
| 08.  | Eastern Suburbs Roosters      | 22     | 11    | 1      | 10    | 343:356       | - 13  | 23               |
| 09.  | Newcastle Knights             | 22     | 10    | 0      | 12    | 337:381       | - 44  | 20               |
| 010. | Cronulla-Sutherland Sharks    | 22     | 9     | 0      | 13    | 272:399       | - 127 | 18               |
| 011. | Parramatta Eels               | 22     | 9     | 0      | 13    | 237:439       | - 202 | 18               |
| 012. | Penrith Panthers              | 22     | 7     | 0      | 15    | 314:428       | - 114 | 14               |
| 013. | Western Suburbs Magpies       | 22     | 7     | 0      | 15    | 319:475       | - 156 | 14               |
| 014. | South Sydney Rabbitohs        | 22     | 6     | 0      | 16    | 319:560       | - 241 | 12               |
| 015. | Balmain Tigers                | 22     | 6     | 1      | 15    | 327:412       | - 85  | 11*              |
| 016. | Gold Coast Seagulls           | 22     | 1     | 0      | 21    | 229:572       | - 343 | 2                |

- Balmain wurden zwei Punkte abgezogen, weil sie während eines Spiels die Auswechselregeln verletzten.

## Playoffs

### Ausscheidungs/Qualifikationsplayoffs
| 4. September | St. George Dragons | 31 : 10 | Canberra Raiders | Sydney Football Stadium, Sydney Zuschauer: 31.429 Schiedsrichter: Bill Harrigan |
| 4. September | Bericht            |         |                  | Sydney Football Stadium, Sydney Zuschauer: 31.429 Schiedsrichter: Bill Harrigan |

| 5. September | Brisbane Broncos | 36 : 10 | Manly-Warringah Sea Eagles | Sydney Football Stadium, Sydney Zuschauer: 38.432 Schiedsrichter: Greg McCallum |
| 5. September | Bericht          |         |                            | Sydney Football Stadium, Sydney Zuschauer: 38.432 Schiedsrichter: Greg McCallum |

| 11. September | Brisbane Broncos | 30 : 12 | Canberra Raiders | Sydney Football Stadium, Sydney Zuschauer: 33.893 Schiedsrichter: Bill Harrigan |
| 11. September | Bericht          |         |                  | Sydney Football Stadium, Sydney Zuschauer: 33.893 Schiedsrichter: Bill Harrigan |

| 12. September | St. George Dragons | 27 : 12 | Canterbury-Bankstown Bulldogs | Sydney Football Stadium, Sydney Zuschauer: 41.384 Schiedsrichter: Greg McCallum |
| 12. September | (10:0) Bericht     |         |                               | Sydney Football Stadium, Sydney Zuschauer: 41.384 Schiedsrichter: Greg McCallum |

### Halbfinale
| 19. September | Brisbane Broncos | 23 : 16 | Canterbury-Bankstown Bulldogs | Sydney Football Stadium, Sydney Zuschauer: 34.821 Schiedsrichter: Greg McCallum |
| 19. September | (10:16) Bericht  |         |                               | Sydney Football Stadium, Sydney Zuschauer: 34.821 Schiedsrichter: Greg McCallum |

### Grand Final
| 26. September | Brisbane Broncos                                            | 14 : 6         | St. George Dragons       | Sydney Football Stadium, Sydney Zuschauer: 42.329 Schiedsrichter: Greg McCallum |
| 26. September | Versuche: Carne, Johns, Matterson Erhöhungen: O’Neill (1/3) | (10:2) Bericht | Straftritte: Heron (3/3) | Sydney Football Stadium, Sydney Zuschauer: 42.329 Schiedsrichter: Greg McCallum |

| 1                  | Julian O’Neill     |
| 2                  | Michael Hancock    |
| 3                  | Chris Johns        |
| 4                  | Steve Renouf       |
| 5                  | Willie Carne       |
| 6                  | Kevin Walters      |
| 7                  | Allan Langer       |
| 8                  | Glenn Lazarus      |
| 9                  | Kerrod Walters     |
| 10                 | Mark Hohn          |
| 11                 | Trevor Gillmeister |
| 12                 | Alan Cann          |
| 13                 | Terry Matterson    |
| Auswechselspieler: |                    |
| 14                 | Andrew Gee         |
| 15                 | John Plath         |
| 16                 | Peter Ryan         |

| 1                  | Michael Potter  |
| 2                  | Ricky Walford   |
| 3                  | Mark Coyne      |
| 4                  | Graeme Bradley  |
| 5                  | Ian Herron      |
| 6                  | Tony Smith      |
| 7                  | Noel Goldthorpe |
| 8                  | Tony Priddle    |
| 9                  | Wayne Collins   |
| 10                 | Jason Stevens   |
| 11                 | David Barnhill  |
| 12                 | Scott Gourley   |
| 13                 | Brad Mackay     |
| Auswechselspieler: |                 |
| 14                 | Jeff Hardy      |
| 15                 | Phil Blake      |
| 16                 | Gorden Tallis   |
| 17                 | Nathan Brown    |